# Liberty (Nowy Jork)
Liberty – miasto w Stanach Zjednoczonych, w stanie Nowy Jork, w hrabstwie Sullivan.